# Зона смерті (Єллоустоун)

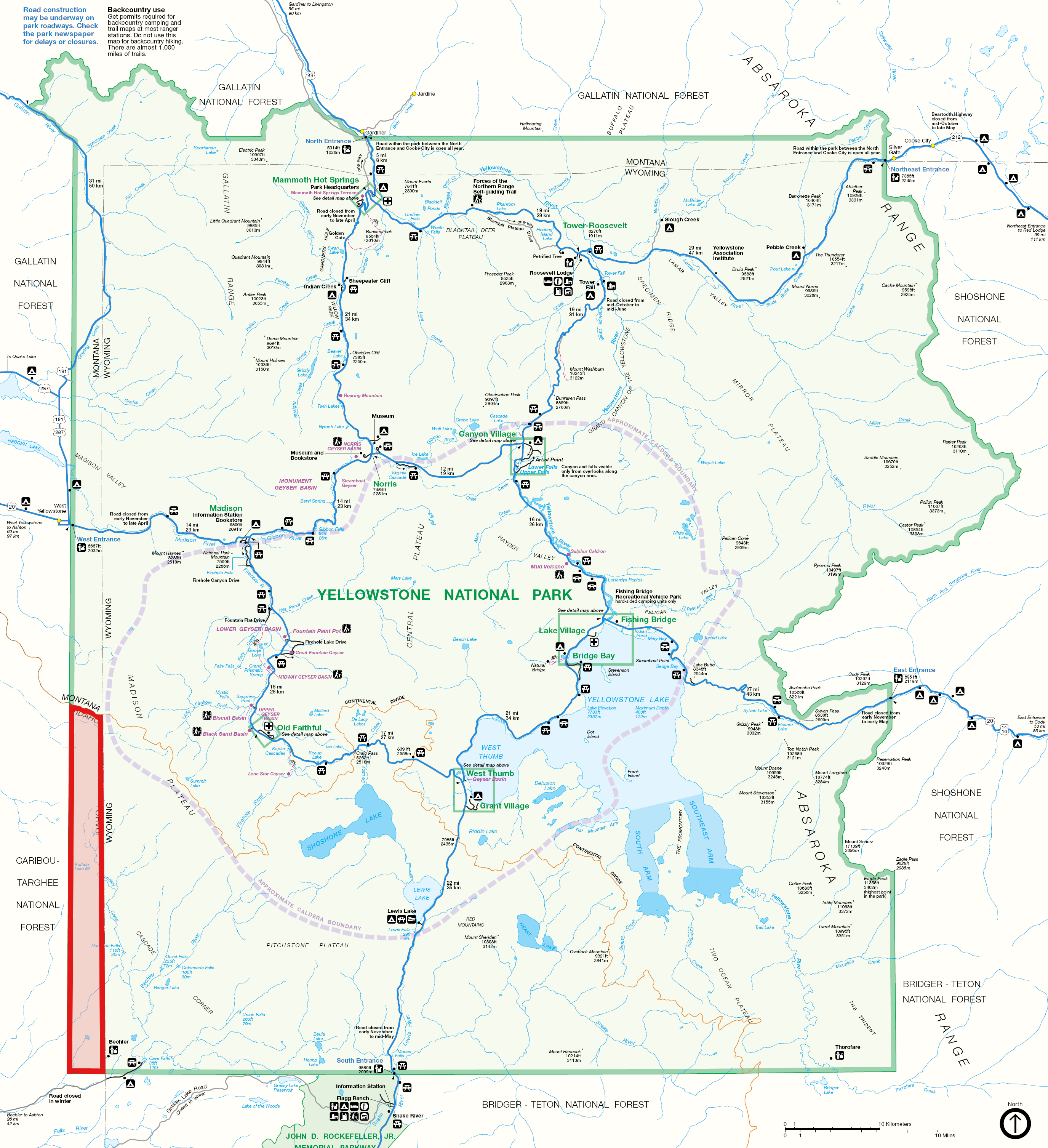
Зона смерті (виділена червоним кольором) визначається тим, де межі Єллоустоунського національного парку (виділені зеленим кольором) перекривають кордони штату Айдахо в південно-західному куті парку

Зона смерті — назва ділянки площею 50 квадратних миль (129,5 км²) в штаті Айдахо в Єллоустоунському національному парку, в якій внаслідок віднайденої юридичної лазівки в Конституції США злочинець теоретично може уникнути покарання за будь-який серйозний злочин, аж до вбивства включно.

## Лазівка
Нині окружний суд США в окрузі Вайомінг є єдиним окружним судом США, який має юрисдикцію щодо частин багатьох штатів. Це пов'язано з тим, що в його юрисдикцію входить весь Єллоустонський національний парк, який трохи виходить за межі штату Вайомінг в Айдахо та Монтану. Крім того, федеральний уряд має виключну юрисдикцію над парком, тому злочини, вчинені в парку, не можуть переслідуватися згідно з будь-яким із законів штатів.
Зазвичай судові розгляди в окружному суді проводяться у федеральному суді міста Шаєнн, штат Вайомінг. Однак Шоста поправка до Конституції США постановляє, що присяжні у федеральних кримінальних справах повинні складатися з громадян, які є як з району, так і зі штату, де був скоєний злочин. Через це звинувачення у злочині, який, як стверджується, було скоєно в районі парку в штаті Айдахо, мали б судити перед присяжними, що складаються повністю з мешканців цього району, і судовий розгляд також повинен був відбутися в цій місцевості. Оскільки частина парку в штаті Айдахо не заселена, журі з мешканців штату та району не може бути зібраним. Хоча конституція не гарантує права на судовий розгляд присяжних за будь-яким обвинуваченням (певні незначні кримінальні правопорушення можуть бути винесені суддею); обвинувачений, який стикається з будь-яким важким злочином або обвинуваченням у проступку, не маючи можливості пройти конституційний судовий розгляд, не може бути юридично покараний незалежно від провини..

## Відкриття
Конституційну лазівку в цій галузі виявив професор права Університету штату Мічиган Брайан К. Калт, коли він планував написати есе про технічні характеристики Шостої поправки, яка дає право обвинуваченим у кримінальних справах на справедливий і швидкий судовий розгляд. Калт замислювався над гіпотетичним місцем, де не вистачало громадян, які мали б право ухвалювати рішення присяжних, і висунув теорію про те, що не може бути суду і, отже, покарання за великі злочини в цій області. Згодом він зрозумів, що було таке місце: частина Айдахо, національний парк Єллоустоун. Вжахнувшись від його усвідомлення, Кальт переніс фокус на написання есе про цей район, щоб переконати уряд виправити лазівку. Есе, яке називається «Ідеальний злочин», було опубліковане у 2005 році в журналі «Джорджтаун Юрид Журнал». Калт побоювався, що злочинці можуть прочитати есе і вчинити злочин в Зоні до виправлення лазівки.

## Історія
Після того, як Кальт виявив лазівку, він працював над тим, аби уряд виправив її. Він запропонував законодавцям штату Вайомінг включити Зону смерті до складу федерального окружного суду округу Айдахо замість округу Вайомінг, що розв'язало б проблему. Однак депутати проігнорували пропозицію Кальта. У 2007 році автор Сі Джей Бокс написав роман під назвою «Вільний вогонь», в якому представлена ця зона, що, як сподівався Бокс, підвищило б обізнаність уряду. Роману вдалося попередити про це сенатора штату Вайомінг Майка Ензі. Однак Ензі не зміг переконати Конгрес обговорити це.
З моменту відкриття Кальтом Зони Смерті жодного відомого тяжкого злочину в Зоні не було. Однак браконьєр на ім'я Майкл Белдеррейн незаконно підстрілив лося в районі штату Монтана в місті Єллоустоун. Попри те, що в цій частині парку достатньо мешканців, щоб сформувати журі, скласти справжнє та справедливе може бути важко через подорожі чи небажання членів невеликого населення там служити. Федеральний суддя постановив, що Бельдеррейна можна судити в окружному суді США в окрузі Вайомінг, попри проблему шостої поправки. Белдеррейн процитував статтю Кальта «Ідеальний злочин», щоб пояснити, чому він вважає незаконним проведення судового розгляду з присяжними з іншого штату, ніж там, де було скоєно злочин. Суд відхилив цей аргумент. Белдеррейн уклав угоду про визнання провини, зумовлену тим, що він не оскаржує питання про Зону смерті до 10-го округу, що робить це питання суперечливим принаймні на цей час.